# Örnsköldsviks tingsrätt
Örnsköldsviks tingsrätt var en tingsrätt i Sverige med säte i Örnsköldsvik. Tingsrättens domsaga omfattade Örnsköldsviks kommun. Tingsrätten och dess domsaga ingick domkretsen för Hovrätten för Nedre Norrland. Tingsrätten upphörde 2002 och domstolen och dess domsaga uppgick i Ångermanlands tingsrätt och dess domsaga

## Administrativ historik
Vid tingsrättsreformen 1971 bildades denna tingsrätt i Örnsköldsvik av häradsrätten för Ångermanlands norra domsagas tingslag. Domkretsen bildades av Ångermanlands norra domsaga. 1971 omfattade domsagan Örnsköldsviks kommun. 
25 februari 2002 upphörde Örnsköldsviks tingsrätt och domstolen och dess domsaga överfördes till Ångermanlands tingsrätt och dess domsaga. 

## Lagmän
- 1971 : Lars Ålund
- 1972-1982: Åke Åkebring
- 1983-1994: Arne Westlander
- 1994-2000: Carl-Gustaf Lindgren